# (Du är så) Yeah Yeah Wow Wow
"(Du är så) Yeah Yeah Wow Wow" is een Zweedse single, geschreven en gezongen door de Zweedse zanger Martin Svensson. Hij zong dit nummers tijdens Melodifestivalen, alwaar hij de vierde positie in de wacht sleepte. Het nummer werd ook in het Engels uitgebracht, onder de titel "(You Are So) Yeah Yeah Wow Wow".
Ondanks het feit dat Svensson niet won met het nummer, werd het een grote hit. De single werd uitgebracht op 11 maart 1999 en behaalde de eerste positie in de Zweedse hitlijst Sverigetopplistan, alwaar hij twee weken bleef staan.

## Hitlijsten
| Hitlijst (1999)       | Hoogste positie |
| --------------------- | --------------- |
| Swedish Singles Chart | 1               |